# Ralph Kimball
Ralph Kimball (ur. 1944) – jeden z pierwszych twórców hurtowni danych, znany z przekonania, że hurtownie danych powinny być projektowane w sposób szybki i zrozumiały. Jego metodologia, zwana modelowaniem przestrzennym (metodologia Kimballa) stała się standardem w dziedzinie wspomagania decyzji. Do tej pory Ralph jest autorem ponad 100 artykułów i kolumn dla Intelligent Enterprise, zdobywając nagrodę Readers Choice pięć lat z rzędu. Jest również autorem wielu książek o narzędziach i cyklach życia hurtowni danych, które stały się bestsellerami w tej tematyce.

## Kariera
Po otrzymaniu doktoratu w 1973 roku na Uniwersytecie Stanforda (specjalizacja systemy człowiek – maszyna), dołączył do Palo Alto Research Center (PARC), tam brał udział w rozwoju Xerox Star Workstation, pierwszym komercyjnym komputerze, którego obsługa opierała się na wykorzystaniu myszki, okien i ikon. Następnie został wiceprezesem do spraw aplikacji w Metaphor Computer Systems, zajmującym się projektowaniem oprogramowania wspierającego podejmowanie decyzji. W 1986 roku Kimball założył Red Brick Systems, gdzie do 1992 roku piastował stanowisko dyrektora, obecnie firma jest własnością IBM. Red Brick Systems znane było ze swojej relacyjnej bazy danych, zoptymalizowanej do obsługi hurtowni danych.

## Publikacje
- Kimball, Ralph; Joe Caserta (2008). The Data Warehouse ETL Toolkit (2nd edition). New York: Wiley.
- Kimball, Ralph; Joe Caserta (2004). The Data Warehouse ETL Toolkit. Indianapolis, IN: Wiley.
- Kimball, Ralph; Margy Ross (2002). The Data Warehouse Toolkit: The Complete Guide to Dimensional Modeling (Second Edition ed.). New York: Wiley.
- Kimball, Ralph; Richard Merz (2000). The Data Webhouse Toolkit: Building the Web-Enabled Data Warehouse. Wiley.
- Kimball, Ralph; et al. (1998). The Data Warehouse Lifecycle Toolkit. New York: Wiley.